# Đông Hồ ấn nguyệt
Đông Hồ ấn nguyệt (chữ Hán: 東湖印月, có nghĩa là hồ phía đông in hình trăng), là tên hai bài thơ của Mạc Thiên Tứ; một bằng chữ Hán được xếp trong tập Hà Tiên thập vịnh (khắc in năm 1737), và một bằng chữ Nôm được xếp trong tập Hà Tiên thập cảnh khúc vịnh (chưa được khắc in) .
Cả hai thi phẩm đều nói về một khu đầm tự nhiên nằm ở phía Đông trấn Hà Tiên xưa, nay thuộc phường Đông Hồ, thành phố Hà Tiên, tỉnh Kiên Giang, Việt Nam.

## Giới thiệu đề tài
Đông Hồ rộng khoảng 1.047 ha (có nguồn ghi 14 km²), là một đoạn phình to của sông Giang Thành trước khi đổ ra vịnh Thái Lan. Lẽ ra nơi đây phải được gọi là đầm, phá hay vũng; nhưng người xưa đã quen gọi là hồ, vì lẽ từ phía thượng nguồn nhìn ra biển, núi Tô Châu (đại Tô Châu, tiểu Tô Châu), núi Kim Dữ và núi Bình San vây quanh, không còn trông thấy cửa biển, nên nó trông giống một cái hồ hơn.
Sách Gia Định thành thông chí giới thiệu hồ này như sau:
Ấy là hồ ở trước trấn thự, phía nam khóa thủy khẩu của hải cảng Hà Tiên chặt chẽ để giữ địa khí, bề ngang 5 trượng, sâu 10 thước ta. Phía bắc tiếp với hạ lưu sông Vĩnh Tế. Lòng hồ mênh mông rộng 71 trượng, gọi là hồ Hà Tiên, còn gọi là Đông Hồ, vì hồ ở về phía đông vậy. Giữa hồ có nổi cồn cát non, phía đông và phía tây nước sâu trên dưới 5 thước ta, thuyền bè ở sông ở biển đến đậu chen nhau, người buôn tụ hội đông đảo. Cảnh trăng nước mênh mang, trong 10 cảnh ở Hà Tiên đây là cảnh Đông Hồ ấn nguyệt (trăng in Đông Hồ).
Ngày trước, nối hai bờ Đông hồ là một chiếc cầu phao, bây giờ đã có cầu bê tông.

## Giới thiệu thơ

### Bài chữ Hán
| Nguyên tác: 東湖印月 雲霽煙消共渺茫， 一灣風景接洪荒。 晴空浪靜傳雙影， 碧海光寒洗萬方。 湛闊應涵天蕩漾， 凜零不愧海滄凉。 魚龍夢覺衝難破， 依舊冰心上下光。 | Phiên âm Hán-Việt: Đông Hồ ấn nguyệt Vân tế yên tiêu cộng diểu mang, Nhất loan phong cảnh tiếp hồng hoang. Tình không lãng tịnh truyền song ảnh, Bích hải quang hàn tẩy vạn phương. Trạm khoát ứng hàm thiên đãng dạng, Lẫm linh bất quý hải thương lương. Ngư long mộng giác xung nan phá, Y cựu băng tâm thượng hạ quang. |

### Bài chữ Nôm
Bài này nằm trong tập Hà Tiên thập cảnh khúc vịnh, gồm một khúc vịnh dài 34 câu, và kết thúc bằng một bài thơ Đường luật như sau:
Một hồ lẻo lẻo tiết thu quang,
Giữa có vầng trăng nổi rỡ ràng.
Đáy nước chân mây in một sắc,
Ả Hằng nàng Tố ló đôi phương.
Rạng thanh đã hứng thuyền Tô Tử,
Lạnh lẽo càng đau tiếng Nhạc Xương.
Cảnh một mà tình người dễ một
Kẻ thì ngả ngớn kẻ sầu thương.

## Lời bình
Cả hai bài đều chú trọng tả cảnh một vầng trăng in bóng xuống mặt hồ, thành đôi bóng song song trên trời dưới nước.
Đề cập đến bài Hán thi, theo thi sĩ Đông Hồ thì toàn thể bài không nói lên được ý cảnh của đầu bài là "ấn nguyệt". Tác giả chỉ nói được tư thế của mình cũng có thể sánh với triều đình nhà Thanh và nhà Nguyễn. Hai câu luận (5 và 6) bộc lộ ý rõ ràng: "Trời" và "biển" được dùng để chỉ hai triều đình trên.
Với bài thơ Nôm, thi sĩ Đông Hồ có lời bình đại để như sau:
Tả một hồ nước trong vắt đương tiết mùa thu quang đãng. Tại sao lại chọn vào tiết mùa thu? Bởi núi thì đẹp vào mùa xuân mà nước thì đẹp vào mùa thu.
Một vầng trăng vành vạnh nổi giữa thanh không in bóng xuống mặt hồ trong leo lẻo. Dưới như hô như ứng, như tiếng vang, như ảnh tùy hình. Ở hai câu đầu, hồ và trăng riêng rẽ, đến hai câu thực (ba và bốn), trời với nước mới hòa đồng, trăng với hồ mới hỗn hợp. Trong cảnh sắc đó, có người hân hoan như chàng Tô Tử thả thuyền trên sông Xích Bích, nhưng cũng có người đeo mối bi ai như nàng Nhạc Xương. Mới biết ngoại cảnh là một, mà cảnh ngộ tâm tư đâu đã giống nhau.
Tóm lại, bài thơ Nôm có tám câu, mà câu nào cũng vừa đúng với ý cảnh, với tâm tình. Nửa bài trê, tả cảnh trăng cảnh nước, nửa bài dưới, đáng lẽ nói lên niềm vui trọn vẹn thì tác giả lại để vào đó một niềm bi thu não nuột, làm cho chúng ta thấy cuộc hoan lạc ở đời, không bao giờ được hoàn toàn. Bài thơ vì thế có đôi chút triết lý nhẹ nhàng...So lại, bài thơ Nôm hay hơn, trau chuốt hơn bài Hán thi. Cách đây hơn hai thế kỷ mà lời thơ đã trau chuốt, lọc lõi đến như thế, thật là một điều đáng lạ và đáng quý....